# Siahan
Siahan són unes muntanyes del Balutxistan Oriental al Pakistan, que separen les regions de Makran i Kharan. La part oriental és coneguda com a muntanyes Band. Corren de sus-sud-oest a est-nord-est i s'uneixen amb les muntanyes Jhalawan prop de Shireza amb una llargada d'uns 285 km. És una serralada estreta que no supera els 30 km d'ample. Al nord de Panjgur es bifurca i la part sud és coneguda com a Koh-i-Sabz. A l'oest hi ha els congosts de Tank-i-Grawag i Tank-i-Zurrati, creuats pel riu Rakhshan.